# جناب، جناب (ترانه گرلز جنریشن)
«جناب، جناب» یک آهنگ کره‌ای است که توسط گروه گرلز جنریشن برای چهارمین آلبوم چندآهنگه‌ای با همین نام ضبط شده‌است. این آهنگ در تاریخ ۲۵ فوریه ۲۰۱۴ به صورت تک‌آهنگی از این آلبوم منتشر شد. این ترانه توسط تیم تولید آمریکایی د آندرداگز که قبلاً با هنرمندان غربی از جمله بریتنی اسپیرز، بیانسه و جاستین تیمبرلیک همکاری کرده‌اند، تولید شده‌است. نماهنگ این ترانه ابتدا قرار بود در تاریخ ۱۹ فوریه منتشر شود اما به دلیل حذف تصادفی برخی از پرونده‌های اصلی، به ۲۸ فوریه موکول شد.
«جناب، جناب» به عنوان آهنگی در سبک‌های الکتروپاپ و پاپ-آراندبی توصیف شده‌است که شامل ضرب‌های هیپ هاپ و ای‌دی‌ام است. این آهنگ به‌طور کلی نقدهای مثبتی از منتقدین موسیقی دریافت کرد، کسانی که سبک موسیقی آن را به عنوان خروجی از سبک همیشگی گروه یعنی بابلگام‌پاپ، تحسین می‌کردند. این تک‌آهنگ در فهرست بیست آهنگ کره‌ای برتر سال ۲۰۱۴ بیلبورد، در جایگاه هجدهم قرار گرفت و از طرف مجلهٔ تایمز نیز در فهرست بیست و پنج آهنگ برتر سال ۲۰۱۴ قرار گرفت.
برای تبلیغ ترانه و آلبوم، گرلز جنریشن در چندین برنامه موسیقی از جمله شمارش معکوس ام، بانک موسیقی، نمایش! هستهٔ موسیقی و اینکی‌گایو شرکت کردند. این ترانه با صعود در جایگاه اول نمودار دیجیتال گائون و فروش بیش از ۹۰۰۰۰۰ واحد دیجیتالی در سال ۲۰۱۴، موفقیتی تجاری کره جنوبی بود. همچنین در جدول صد آهنگ داغ کی-پاپ در رتبهٔ سوم و در فهرست آهنگ‌های دیجیتالی بیلبورد، در رتبهٔ چهارم قرار گرفت.

### جدول هفتگی

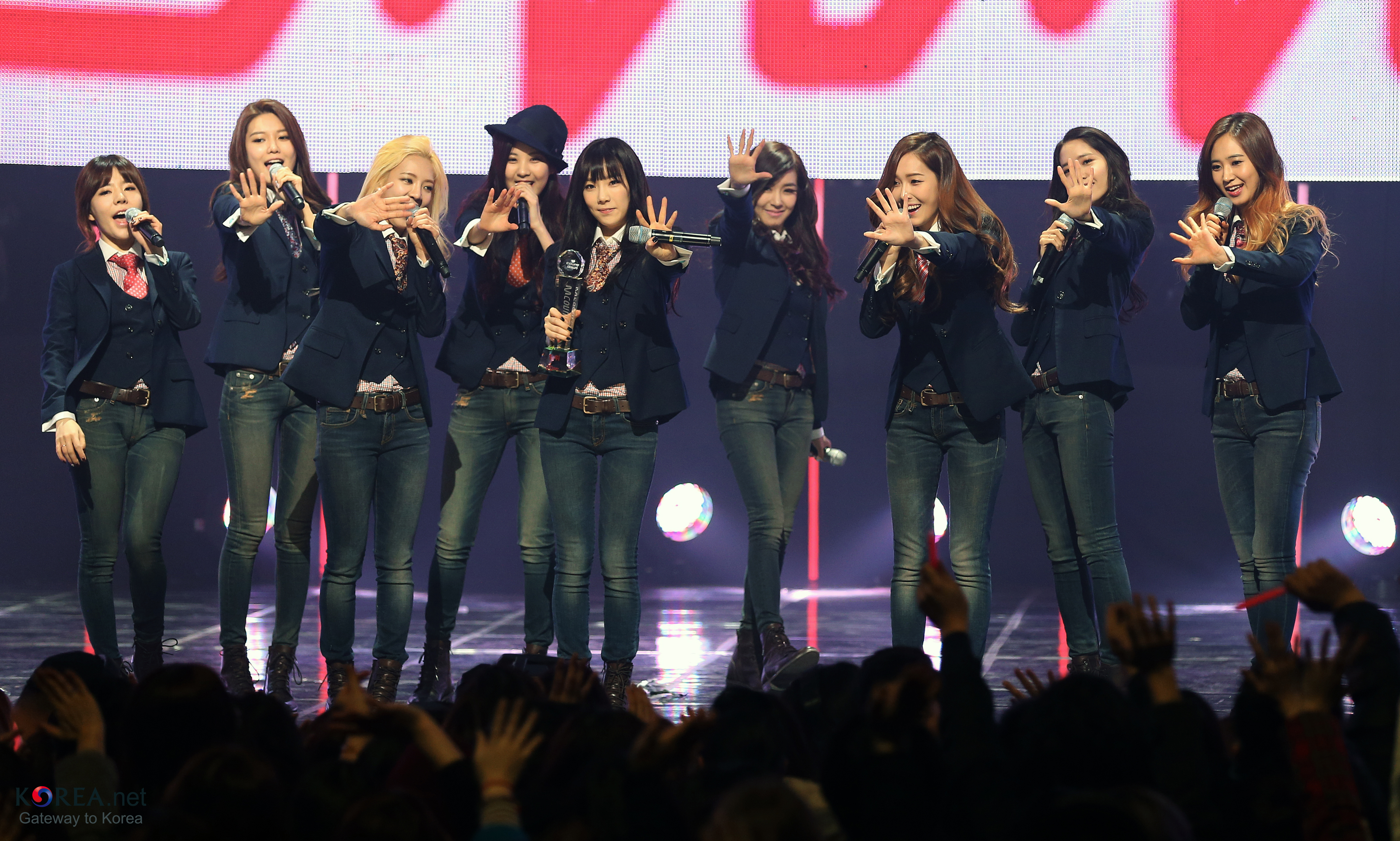
گرلز جنریشن در حال اجرای ترانهٔ «جناب، جناب» در برنامهٔ شمارش معکوس ام. در این برنامه موفق به کسب جایزهٔ ترانهٔ برتر شدند.

## جدول
| جدول (۲۰۱۴)                         | Peak جایگاه |
| ----------------------------------- | ----------- |
| کره جنوبی جدول گائون                | ۱           |
| بیلبورد صد آهنگ داغ کره‌ای           | ۳           |
| فهرست آهنگ دیجیتال آمریکا (بیلبورد) | ۴           |

| جدول (۲۰۱۴)         | جایگاه |
| ------------------- | ------ |
| فهرست دیجیتال گائون | ۵۴     |

## جوایز و نامزدها

### جوایز برنامه‌های موسیقی
| برنامه             | تاریخ        |
| ------------------ | ------------ |
| شمارش معکوس ام     | ۶ مارس ۲۰۱۴  |
| شمارش معکوس ام     | ۱۳ مارس ۲۰۱۴ |
| اینکی‌گایو          | ۹ مارس ۲۰۱۴  |
| اینکی‌گایو          | ۲۳ مارس ۲۰۱۴ |
| قهرمان نمایش       | ۱۲ مارس ۲۰۱۴ |
| قهرمان نمایش       | ۱۹ مارس ۲۰۱۴ |
| بانک موسیقی        | ۱۴ مارس ۲۰۱۴ |
| نمایش! هسته موسیقی | ۱۵ مارس ۲۰۱۴ |
| نمایش! هسته موسیقی | ۲۲ مارس ۲۰۱۴ |

## تاریخ انتشار
| کشور      | تاریخ انتشار  | قالب              |
| --------- | ------------- | ----------------- |
| کره جنوبی | ۲۵ فوریه ۲۰۱۴ | رادیو ترانهٔ معاصر |